# Андски университет (Венецуела)
Вижте пояснителната страница за други значения на Андски университет.
Андският университет (на испански: Universidad de Los Andes) е вторият най-стар университет във Венецуела. Основните кампуси на университета са разположени в Мерида.

## История
Андският университет е създаден на 29 март 1785 година от епископът на Мерида като католическа семинария под името „Кралски колеж-семинария Сан Буенавентура от Мерида“ (на испански: Real Colegio Seminario de San Buenaventura de Mérida). На 21 септември 1810 година учебното заведение получава статут на кралски университет, който му дава правото да дава научни степени в сферата на философията, медицината, гражданското и каноническо (католическо) право, и теологията. До 1832 година университетът е бил свързан непосредствено с католическата църква, след което президентът на Венецуела издава указ, с който преобразува висшето училище в светско образователно учреждение.
Андският университет разполага с два кампуса в Мерида, а така също и в щатите Тачира и Трухильо.

## Структура
Андският университет има 16 факултета и предлага бакалавърски програми по изкуства, науки, литература и хуманитарни науки, дългосрочни и краткосрочни програми, както и курсове, следдипломни квалификации, докторски програми, специализации, дипломи и др. Обучава 50 000 студенти и разполага с 6000 преподаватели.